# ANKRD49
ANKRD49 (англ. Ankyrin repeat domain 49) – білок, який кодується однойменним геном, розташованим у людей на 11-й хромосомі. Довжина поліпептидного ланцюга білка становить 239 амінокислот, а молекулярна маса — 27 290.
| 10         |  | 20         |  | 30         |  | 40         |  | 50         |
| ---------- |  | ---------- |  | ---------- |  | ---------- |  | ---------- |
| MEKEKGNDDG |  | IPDQENSLDF |  | SEHFNQLELL |  | ETHGHLIPTG |  | TQSLWVGNSD |
| EDEEQDDKNE |  | EWYRLQEKKM |  | EKDPSRLLLW |  | AAEKNRLTTV |  | RRLLSEKATH |
| VNTRDEDEYT |  | PLHRAAYSGH |  | LDIVQELIAQ |  | GADVHAVTVD |  | GWTPLHSACK |
| WNNTRVASFL |  | LQHDADINAQ |  | TKGLLTPLHL |  | AAGNRDSKDT |  | LELLLMNRYV |
| KPGLKNNLEE |  | TAFDIARRTS |  | IYHYLFEIVE |  | GCTNSSPQS  |  |            |

A: Аланін

C: Цистеїн

D: Аспарагінова кислота

E: Глутамінова кислота

F: Фенілаланін

G: Гліцин

H: Гістидин

I: Ізолейцин

K: Лізин

L: Лейцин

M: Метіонін

N: Аспарагін

P: Пролін

Q: Глутамін

R: Аргінін

S: Серин

T: Треонін

V: Валін

W: Триптофан

Кодований геном білок за функцією належить до фосфопротеїнів. 
Задіяний у таких біологічних процесах, як диференціація клітин, сперматогенез. 
Локалізований у ядрі.